# Satyrus penketia
Satyrus penketia är en fjärilsart som beskrevs av Hans Fruhstorfer 1908. Satyrus penketia ingår i släktet Satyrus och familjen praktfjärilar. Inga underarter finns listade.